# Giải thưởng Nhà nước đợt III (2012)

## Khoa học Công nghệ (20)
Ngày 20 tháng 1 năm 2012, Chủ tịch nước Cộng hoà xã hội chủ nghĩa Việt Nam Trương Tấn Sang đã ban hành Quyết định số 103/QĐ-CTN tặng Giải thưởng Nhà nước về Khoa học Công nghệ cho cho 20 công trình và cụm công trình về khoa học và công nghệ xuất sắc, có giá trị cao về khoa học và công nghệ đã được công bố, sử dụng kể từ ngày thành lập nước Việt Nam dân chủ cộng hoà nay là nước Cộng hoà xã hội chủ nghĩa Việt Nam, góp phần đáng kể vào sự nghiệp phát triển nền kinh tế quốc dân, khoa học, công nghệ trong công cuộc xây dựng chủ nghĩa xã hội và bảo vệ Tổ quốc.
- GS Văn Tạo (chủ biên), GS.TS Furuta Motoo (đồng chủ biên) và 14 đồng tác giả (CN Nguyễn Quang Ân, PGS.TS Cao Văn Biền, cố CN Phạm Quang Trung, cố CN Nguyễn Tố Uyên, CN Lưu Thị Tuyết Vân, CN Trần Thị Tường Vân, CN Phan Trọng Báu, CN Phạm Như Thơm, CN Trần Thị Mai, cố CN Đỗ Đức Hùng, ông Nguyễn Văn Nhạc, CN Nguyễn Đức Nhuệ, PGS.TS Nguyễn Danh Phiệt, CN Nguyễn Hữu Tâm) với công trình: Nạn đói năm 1945 ở Việt Nam - Những chứng tích lịch sử.
- GS.TS Đoàn Thiện Thuật với công trình: Ngữ âm tiếng Việt.
- GS.TS Nguyễn Ngọc San với cụm công trình: Nghiên cứu chữ Nôm và tiếng Việt cổ, bao gồm các công trình: Phần chữ Nôm trong cuốn “Cơ sở ngữ văn Hán Nôm”; Phần chữ Nôm trong giáo trình “Ngữ văn Hán Nôm”; Lý thuyết chữ Nôm, văn Nôm; Tìm hiểu tiếng Việt lịch sử.
- PGS.TS Nguyễn Danh Phiệt với cụm công trình: Vương triều Đinh và vương triều Hồ - Những vấn đề lịch sử cần làm sáng tỏ, bao gồm các công trình: Nhà Đinh dẹp loạn và dựng nước; Hồ Quý Ly.
- PGS.TS Nguyễn Thừa Hỷ với công trình: Thăng Long - Hà Nội thế kỷ XVII-XVIIl-XIX.
- Cố PGS.TS Dương Kinh Quốc với công trình: Chính quyển th0uộc địa ở Việt Nam trước Cách mạng tháng Tám 1945.
- GS.TS Mai Quốc Liên với cụm công trình: Nhân vật lịch sử - văn hoá Ngô Thì Nhậm, bao gồm các công trình: Ngô Thì Nhậm (1746-1803) nhân vật lịch sử và nhà văn hoá kiệt xuất; Ngô Thì Nhậm trong văn học Tây Sơn.
- GS.TS Nguyễn Thiện Giáp với cụm công trình: Từ và từ vựng học tiếng Việt, bao gồm các công trình: Từ vựng học tiếng Việt; Từ và nhận diện từ tiếng Việt.
- GS.TS Diệp Quang Ban với cụm công trình: Câu trong tiếng Việt, bao gồm các công trình: Một số vấn đề về câu tồn tại trong tiếng Việt; Câu đơn tiếng Việt.
- GS.TS Kiều Thu Hoạch với cụm công trình: Nghiên cứu văn học dân gian người Việt, bao gồm các công trình: Văn học dân gian người Việt, góc nhìn và thể loại; Truyện nôm - Lịch sử phát triển và thi pháp thể loại.
- PGS.TS Nguyễn Văn Truy (Thành Duy) với cụm công trình: Tính dân tộc trong văn học và nghệ thuật, bao gồm các công trình: về tính dân tộc trong văn học; Động lực dân tộc và thực tiễn sáng tạo văn hóa, nghệ thuật.
- 1. GS.TS Châu Văn Minh, 2. PGS.TS Phan Văn Kiệm, 3. PGS.TS Phạm Quốc Long, 4. PGS.TS Lê Mai Hương, 5. ThS Nguyễn Xuân Cường, 6. TS Nguyễn Hoài Nam, 7. PGS.TS Đỗ Công Thung, 8. PGS.TS Bui Minh Lý với cụm công trình: Khai thác sử dụng hợp lý nguồn tài nguyên thiên nhiên sinh vật biển Việt Nam nhằm tạo ra các sản phẩm có giá trị phục vụ cuộc sống.
- GS.TS Vũ Tự Lập với cụm công trình: Địa lý tự nhiên Việt Nam, bao gồm các công trình: Cảnh quan địa lý miền Bắc Việt Nam, NXB Khoa học và Kỹ thuật, năm 1976; Địa lý tự nhiên Việt Nam, NXB Giáo dục, năm 1999; Sự phát triển của khoa học địa lý trong thế kỷ XX, NXB Giáo dục, năm 2004.
- Tập thể cán bộ khoa học Viện Nghiên cứu Hạt nhân giai đoạn 1984-2007 với công trình: Nghiên cứu bảo đảm vận hành an toàn và khai thác hiệu quả lò phản ứng hạt nhân Đà Lạt.
- 1. KS Bùi Duy Chinh, 2. ThS Đặng Văn Hồng, 3. KS Lê Đình Lành, 4. KS Đoàn Thanh Đức, 5. KS Phạm Hồng Hải, 6. KS Lê Văn Chung, 7. ThS Hoàng Kiều Hưng, 8. KS Lê Trung Thông với công trình: Thiết kế công nghệ và đóng tàu thủy cao tốc phục vụ lực lượng cảnh sát biển (TT400).
- 1. ThS Phạm Xuân Mai, 2. Tập thể cán bộ khoa học Viện Máy và Dụng cụ công nghiệp với công trình: Nghiên cứu đổi mới công nghệ sản xuất găng tay phẫu thuật y tế từ cao su thiên nhiên Việt Nam.
- KS Trần Minh Chánh với công trình: Lai tạo, chọn lọc các giống lúa mới phù hợp với điều kiện tự nhiên và tập quán canh tác của địa phưong và khu vực.
- GS.TSKH Đỗ Trung Phấn với công trình: ứng dụng các tiến bộ khoa học kỹ thuật hiện đại nghiên cứu đổi mới dịch vụ truyền máu, sản xuất và chuẩn hóa các chế phẩm máu sử dụng cho điều trị bệnh.
- TS Nguyễn Thị Ngọc Trâm với cụm công trình: Nghiên cứu về cây Trinh nữ Hoàng cung Việt Nam (Crinum latifolium L.).
- 1. cố GS.TS Trịnh Văn Bảo, 2. PGS.TS Nguyễn Ngọc Hùng, 3. PGS.TS Trần Đức Phấn, 4. PGS.TS Trần Thị Thanh Hương, 5. TS Hoàng Thị Ngọc Lan, 6. PGS. TS Nguyễn Thị Phượng, 7. PGS.TS Phan Thị Hoan với công trình: Nghiên cứu xây dựng mô hình tư vấn di truyền cho các gia đình chịu ảnh hưởng của chất độc hoá học trong chiến tranh.

## Văn học Nghệ thuật (128)
Ngày 27 tháng 4 năm 2012, Chủ tịch nước Cộng hoà xã hội chủ nghĩa Việt Nam Trương Tấn Sang đã ký Quyết định số 533/QĐ-CTN về việc tặng Giải thưởng Nhà nước về Văn học Nghệ thuật cho 128 tác phẩm, cụm tác phẩm, công trình, cụm công trình văn học, nghệ thuật xuất sắc, có giá trị cao về văn học, nghệ thuật, ca ngợi đất nước, nhân dân, góp phần xây dựng Chủ nghĩa xã hội và bảo vệ Tổ quốc.

### Văn học (38)
- Ngô Ngọc Bội (Ngô Ngọc, Kim Môn) với cụm tác phẩm: Ao làng (tiểu thuyết); Chị Cả Phây (tập truyện ngắn); Đường trường (tiểu thuyết);  Đường trường khuất khúc (tiểu thuyết).
- Lê Thị Minh Khuê (Lê Minh Khuê) với cụm tác phẩm: Những ngôi sao xa xôi (tập truyện dành cho thiếu nhi); Cao điểm mùa hạ (tập truyện); Một chiều xa thành phố (tập truyện).
- Nguyễn Thành Long (đã mất) với cụm tác phẩm: Sáng mai nào xế chiều nào (tập truyện ngắn); Lặng lẽ Sa Pa (bút ký); Những tiếng vỗ cánh.
- Thái Bá Lợi với cụm tác phẩm: Họ cùng thời với những ai (tiểu thuyết); Trùng tu (tiểu thuyết).
- Nguyễn Trọng Phu (Phù Thăng) (đã mất) với cụm tác phẩm: Phá vây (tiểu thuyết); Con nuôi trung đoàn (truyện vừa).
- Ngô Văn Phú (Ngô Bằng Vũ, Đào Bích Nguyên) với cụm tác phẩm: Phương gió nổi (tập thơ); Vầng trăng dấu hỏi (tập thơ); Uy viễn Tướng công Nguyễn Công Trứ (tiểu thuyết lịch sử).
- Bế Kiến Quốc (Đặng Thái Minh, Ngọc Chung Tử, Trường Đặng) (đã mất) với cụm tác phẩm: Cuối rễ đầu cành (tập thơ); Mãi mãi ngày đầu tiên (tập thơ); Đất hứa (tập thơ).
- Lê Văn Sửu (Triệu Bôn) (đã mất) với cụm tác phẩm: Mầm sống (truyện ngắn); Cơn co giật của đất (tiểu thuyết).
- Thái Nguyên Chung (Nguyễn Chí Trung) với cụm tác phẩm: Bức thư làng Mực (ký và truyện ngắn); Tiếng khóc của nàng Út (tiểu thuyết).
- Hoàng Nhuận Cầm với cụm tác phẩm: Xúc xắc mùa thu (tập thơ); Hò hẹn mãi cuối cùng em cũng đến (tập thơ).
- Trương Đình (Trinh Đường) (đã mất) với cụm tác phẩm: Hạt giống (tập thơ); Giao mùa (tập thơ).
- Nguyễn Duy Khán (Duy Khán) (đã mất) với cụm tác phẩm: Tuổi thơ im lặng  (truyện ký); Trận mới (tập thơ); Tâm sự người đi (tập thơ).
- Nguyễn Hữu Loan (Hữu Loan) (đã mất) với cụm tác phẩm: Màu tím hoa sim (thơ); Thơ với tuổi thơ (tập thơ).
- Nguyễn Đức Ngọc (Anh Ngọc) với cụm tác phẩm: Ngàn dặm và một bước (tập thơ); Sông Mê Kông bốn mặt (trường ca).
- Tô Thế Quảng (Tô Nhuận Vỹ) với cụm tác phẩm: Dòng sông phẳng lặng (tiểu thuyết); Ngoại ô (tiểu thuyết).
- Lưu Quang Lũy (Lưu Trùng Dương, Trần Hướng Dương, Trần Thế Sự) với cụm tác phẩm: Tuyển tập thơ Lưu Trùng Dương (thơ - trường ca - truyện thơ - kịch thơ); Sống vì lý tưởng (ký sự).
- Nguyễn Sĩ Hộ (Lý Biên Cương) (đã mất) với cụm tác phẩm: Những kiếp phù du (Tiểu thuyết); Những khoảng khắc rủi may (Tập truyện); Nẻo trời Vô Tích tôi qua (Tập truyện).
- Vi Văn Hồng (Vi Hồng) (đã mất) với cụm tác phẩm: Đường về với mẹ chữ (Truyện dài cho thiếu nhi); Đất Bằng (Tập truyện).
- Nguyễn Duy Hinh (Lê Tri Kỷ) (đã mất) với tác phẩm: Tuyển tập truyện ngắn Lê Tri Kỷ.
- Cao Tiến Lê (Tế Tiên, Mai Tiến Cương, Lê Nam Lương) với cụm tác phẩm: Ở trần (tập truyện ngắn); Cây sau sau lá đỏ (tập truyện ngắn); Trung tướng giữa đời thường (tiểu thuyết).
- Phan Thanh Quế (Thanh Quế) với cụm tác phẩm: Cát cháy (tiểu thuyết dành cho thiếu nhi); Một gạch và chuyển động (tập thơ).
- Hồ Văn Ba (Chim Trắng) (đã mất) với cụm tác phẩm: Nhân có chim sẻ về (tập thơ); Những ngả đường (tập thơ).
- Phạm Điệng (Dũng Hà) (đã mất) với cụm tác phẩm: Sao Mai (tiểu thuyết); Quãng đời xưa in bóng (tiểu thuyết).
- Trần Hồng Nhu (Hồng Nhu) với cụm tác phẩm: Vịt trời lông tía bay về (tuyển tập truyện ngắn); Trà thiếu phụ (tập truyện ngắn).
- Nguyễn Trọng Tạo với cụm tác phẩm: Đồng dao cho người lớn (tập thơ); Con đường của những vì sao (trường ca Đồng Lộc).
- Nguyễn Thị Như Trang với cụm tác phẩm: Màu tím hoa mua (tập truyện và ký); Khoảng sáng trong rừng (tiểu thuyết).
- Nguyễn Xuân Cang (Xuân Cang) với cụm tác phẩm: Những vẻ đẹp khác nhau (tập truyện ngắn); Những ngày thường đã cháy lên (tiểu thuyết).
- Ngô Thảo với cụm tác phẩm: Văn học về người lính (nghiên cứu, phê bình); Đời người-đời văn (phê bình và tiểu luận).
- Trần Hữu Hỷ (Trần Ninh Hồ) với cụm tác phẩm: Thấp thoáng trăm năm (tập thơ); Trăng hai mùa (tập thơ).
- Nguyễn Thị Hồng Ngát với cụm tác phẩm biên kịch phim: Canh bạc; Cha tôi và hai người đàn bà; Trăng trên đất khách.
- Lê Thành Nghị với cụm tác phẩm: Mùa không gió (tập thơ); Mưa trong thành phố (tập thơ).
- Nguyễn Khắc Phê (Trung Sơn, Nguyễn Hoàng) với cụm tác phẩm: Đường giáp mặt trận (tiểu thuyết); Những cánh cửa đã mở  (tiểu thuyết).
- Nguyễn Ngọc Bái (Ngọc Bái) với cụm tác phẩm: Con đường đã qua (thơ); Đồ  vọng ngõ xưa (thơ); Khoảng lặng (thơ); Lời cất lên từ đất (trường ca).
- Nguyễn Đức Hân (Phan Hồng Giang) với cụm tác phẩm: Ghi chép về tác giả và tác phẩm (phê bình, tiểu luận); Chung quanh một số vấn đề văn hóa nghệ thuật (phê bình, tiểu luận).
- Mai Trung Rạng (Mai Ngữ) (đã mất) với cụm tác phẩm: Dòng sông phía trước (tiểu thuyết); Truyện ngắn Mai Ngữ (tập truyện ngắn).
- Mai Quốc Liên với cụm tác phẩm: Phê bình và tranh luận văn học; Tạp luận.
- Tân Khải Minh (Sao Mai) (đã mất) với cụm tác phẩm: Lò lửa mùa xuân (tập truyện); Nhìn xuống (truyện dài);Tiếng gọi rừng xa (tiểu thuyết); Lá về mây (tiểu thuyết); Mắt chim le (tiểu thuyết); Sáng tối mặt người  (tiểu thuyết).
- Trần Văn Tuấn với tác phẩm: Rừng thiêng nước trong (tiểu thuyết).

### Âm nhạc (27)
- Nghệ sĩ Ưu tú Bùi Đức Hạnh (ca khúc Tình ca Tây Bắc, tác phẩm khí nhạc Tổng phổ Âm nhạc vở chèo Cô Son và sách biên soạn, tư liệu, sưu tầm 150 làn điệu chèo cổ.
- Nghệ sĩ Ưu tú Bùi Anh Phò (Thanh Anh) (các ca khúc: Cô Du kích Đà Nẵng, Tải đạn ra chiến trường, Biển khơi lưới vây, Bài ca dâng Đảng, Ký ức đồng đội).
- Cát Văn Vận (các ca khúc: Chân dung dũng sĩ, Đi dọc Việt Nam, Những cánh chim không mỏi, Khúc hành quân trên bán đảo, Ngọn lửa Pắc Pó, Hãy đến với rừng, Vòng tay hòa bình và tác phẩm khí nhạc Tình yêu của biển).
- Phó Giáo sư, Nhà giáo Nhân dân Dương Viết Á (các lý luận và phê bình: Âm nhạc – Lý luận và cây đời, Âm nhạc Việt Nam từ góc nhìn văn hóa, sách biên khảo Theo dòng âm thanh cái đẹp sải cánh, sách Ca từ trong Âm nhạc Việt Nam và Giáo trình Mỹ học Âm nhạc).
- Nghệ sĩ Ưu tú Doãn Hùng Tiến (Doãn Tiến) (các tác phẩm khí nhạc: Hội xuân, Khát vọng phương Nam (Quê hương), Âm vang cao nguyên, Chiều quê).
- Đặng Hữu Phúc (các tác phẩm thanh nhạc: Khúc hát Trương Chi, tổ khúc Bốn mùa và các tác phẩm khí nhạc: Ngày hội, Sonate Polyphonique cho đàn Piano độc tấu giọng).
- Đinh Quang Hợp (các ca khúc: Tiếng hát sông Lam, Nhịp cầu sông Mã và tác phẩm thanh xướng kịch Lửa và Hoa).
- Phó Giáo sư, Tiến sĩ Đỗ Hồng Quân (các tác phẩm khí nhạc: Rhapsody Việt Nam cho dàn nhạc giao hưởng, symphony fantasy Mở đất, ballet Hồng Hoang).
- Đỗ Minh Quang (Minh Quang) (các ca khúc: Hoa sim biên giới, Người lính tình nguyện và điệu múa Áp sa ra, Cây đàn Ghita một dây, Hoa ban, Sông Lô chiều cuối năm, Chị ấy hát ru).
- Thiếu tướng, Nhà giáo Ưu tú Nguyễn Đức Trịnh (Đức Trịnh) (các ca khúc: Miền xa thẳm, Tình yêu người lính, Ngược dòng Hương Giang, Hoa dại, Mưa xuân và tác phẩm khí nhạc Tượng đài vô danh).
- Hoàng Long - Hoàng Lân (các ca khúc: Bác Hồ – Người cho em tất cả, Em đi thăm miền Nam, Đi học về, Từ rừng xanh cháu về thăm Lăng Bác, Những bông hoa những bài ca, Mùa hè ước mong, Kể chuyện con trâu gầy, Tiếng gõ cửa, Cùng múa hát dưới trăng, Mèo con đi học, Nụ cười của bé và tác phẩm tham khảo Tuyển tập Âm nhạc tuổi thơ.
- La Thăng (Nguyễn Văn Ngọ) (các ca khúc: Ca mừng đời ta tươi đẹp, Lên đường đánh Mỹ, Cô gái hái chè, Kể chuyện du kích làng Nguyễn đánh giặc, hợp xướng Hàm Luông dòng sông chiến thắng và các tác phẩm khí nhạc: Niềm vui giải phóng, Quê hương).
- Lê Lan (các ca khúc: Chị Mai xuống chợ, Vượt lên vì thống nhất hòa bình, Tình yêu tôi ở nơi đây, các hợp xướng cho dàn nhạc: Kèn tiến công đang vang dội, Nước non một dải, tác phẩm độc tấu cho violoncelle Trăng trên vịnh và nhạc cho múa Múa nón).
- Lê Tịnh (các ca khúc: Sông Đà lúc nắng chiều, Chiều rừng đỏ, Mưa sương, Hương hoa lộc biếc biên thùy, Đường nào xa mấy, tổ khúc Hương trầm tháng chạp, thơ giao hưởng Níu vào mùa thu và tổ khúc giao hưởng Cổ tích vũ trụ).
- Ngô Quốc Tính (các ca khúc: Trên công trường rộn tiếng ca, Hương hồi xứ Lạng, Mai em mười bảy, Biên giới tình ta, Dòng trăng lúng liếng và các tác phẩm khí nhạc: Huyền tích Trường Sơn, Ba Đình mùa thu ấy).
- Nghệ sĩ Ưu tú Nguyễn Đình Chín (Nguyễn Chính) (các ca khúc: Bài ca Hồ Chí Minh, Bên tượng đài mẹ Suốt và các tác phẩm khí nhạc: Trống hội đầu xuân, Tình quê hương, Cô gái Tràng An).
- Nguyễn Ngọc Khuê (Ngọc Khuê) (các ca khúc: Mùa xuân làng lúa, làng hoa, Hạt nắng hạt mưa, Tình yêu với người chiến sĩ).
- Thầy thuốc Ưu tú Nguyễn Ngọc Thiện (các ca khúc: Ơi! Cuộc sống mến thương, Ngọn lửa trái tim, Người Mẹ, Nụ hoa và cây súng, Như khúc tình ca, Nhớ ơn thầy cô).
- Nguyễn Văn Tiến (Nguyễn Tiến, Tiến Bầu) (các ca khúc: Hoa cau vườn trầu, Phú nước non, Chiều mưa Hà Nội, Chiều xứ Lạng, Nhớ đêm giã bạn và các tác phẩm khí nhạc: Ngũ quả mừng xuân, Hồn Việt).
- Tô Trắp (Tố Hải) (các ca khúc: Những ngôi sao xanh, Em thương cô giáo miền cao, Lời ca không tắt, Đắk-Krông mùa xuân về).
- Trần Hồng (các sách biên soạn, tư liệu, sưu tầm: Âm nhạc kịch dân ca, Nhạc đàn kịch dân ca).
- Trần Trí Thanh (Trí Thanh) (đã mất) (các ca khúc: Cây chông tre, Hành quân đêm và tác phẩm khí nhạc Khúc biến tấu cho dàn nhạc giao hưởng Chân dung đồng đội).
- Trọng Đài (các ca khúc: Hà Nội đêm trở gió, Chị tôi và các tác phẩm giao hưởng Hòa tấu Thăng Long, Tiếng rao).
- Trương Đình Quang (Phương Thảo, Thiếu Anh, Phan Lý Lệ Vân, Kép Đỏ) (các sách biên soạn, tư liệu, sưu tầm: Lịch sử kịch hát bài chòi, Men rượu hồng đào (Dân ca Quảng Nam), Tuồng hát bộ Quảng Nam, Với bài hát và ca kịch quê hương).
- Võ Thành Khôi (Vĩnh Lai) (các ca khúc: Miền thương, Ánh mắt quê hương, Bóng cây ơn Người, Chiếc khăn quê hương, Niềm tin, thơ giao hưởng Niềm tin và overture Ngày hội non sông).
- Nghệ sĩ Ưu tú Võ Thành Chính (Vũ Thành) (các ca khúc: Rừng xanh quê hương ta, Tâm tình người nữ quân y, Đồng Tháp quê hương tôi, Trường Sơn con đường xuyên thế kỷ và hợp xướng Qua sông Sài Gòn).
- Vũ Tự Lân (các công trình lý luận phê bình – nghiên cứu âm nhạc: Những ảnh hưởng của Âm nhạc Châu Âu trong ca khúc Việt Nam giai đoạn 1930-1945, Những tác động của giao lưu văn hóa quốc tế đối với sự hình thành – phát triển âm nhạc, chuyên nghiệp mới Việt Nam, Từ điển tác giả, tác phẩm âm nhạc phổ thông, Lịch sử nhạc Jazz – Pop – Rock).

### Điện ảnh (13)
- Đạo diễn An Như Sơn (An Sơn, Thép Hồng) (các phim tài liệu: Nam Bắc một  lòng, Chống hạn, Diệt dốt, Tiếng hát trên đỉnh núi, Đồng Xoài rực lửa).
- Đạo diễn, Nghệ sĩ Ưu tú Dương Minh Đẩu (Bùi Phương) (các phim tài liệu: Quyết tâm đánh thắng giắc Mỹ xâm lược, Vài hình ảnh tổng tiến công Xuân 68'', Campuchia 3+4).
- Đạo diễn, Nghệ sĩ Nhân dân Trần Đắc (đã mất) (các phim truyện nhựa: Sao tháng Tám, Bài ca ra trận, Ga).
- Đạo diễn, Nghệ sĩ Ưu tú Hồ Quảng (các phim hoạt hình: Gà trống hoa mơ, Con khỉ lạc loài, Con kiến và hạt gạo).
- Đạo diễn, Nghệ sĩ Ưu tú Nguyễn Hữu Phần (các phim truyện truyền hình: Đất và người, Ma làng).
- Đạo diễn, Nghệ sĩ Nhân dân Nguyễn Khắc Lợi (các phim truyện nhựa: Tướng về hưu, Nguyễn Ái Quốc ở Hồng Kông, Tiếng cồng định mệnh).
- Đạo diễn, Nghệ sĩ Nhân dân, quay phim Nguyễn Lương Đức (Lương Đức) (các phim khoa học: Chú ý thuốc trừ sâu, Đất Tổ nghìn xưa).
- Đạo diễn, Nghệ sĩ Ưu tú Nguyễn Tiến Lợi (Lê Quang Lộc) (đã mất) (phim tài liệu: Chiến thắng Điện Biên Phủ).
- Đạo diễn, Nghệ sĩ Nhân dân Phan Trọng Quỳ / Hoàng Chi (1924-1981) (các phim tài liệu: Như đón cả 14 triệu đồng bào Miền Nam anh hùng, Một ngày trực chiến, Hà Nội lập công mừng thọ Bác Hồ, Hồ chứa nước Mẫu Sơn, Bác Hồ đi thăm các nước XHCN).
- Đạo diễn, Nghệ sĩ Ưu tú Phạm Minh Trí (Minh Trí) (các phim hoạt hình: Giải nhất thuộc về ai, Diều hâu, Ông tướng canh đền, Quỷ núi và tình yêu, Tổ tiên loài ếch, Cuộc phiêu lưu của ong vàng).
- Đạo diễn, Nghệ sĩ Ưu tú Phạm Việt Tùng (Việt Tùng) (các phim tài liệu: Hà Nội, Điện Biên Phủ, Người lính xe tăng 390 ngày ấy, Hình ảnh B52 rơi sau cột truyền hình 58 Quán Sứ – Hà Nội).
- Đạo diễn, Nghệ sĩ Nhân dân Trần Việt (Trần Thanh) (đã mất) (các phim tài liệu: Kỷ niệm 10 năm chiến thắng Điện Biên phủ, Chiến thắng lịch sử xuân 1975, Cuộc đụng đầu lịch sử).
- Đạo diễn, Nghệ sĩ Ưu tú Vương Tuấn Đức (Vương Đức)(các phim truyện nhựa: Cỏ lau, Những người thợ xẻ, Của rơi).

### Sân khấu (15)
- Lê Quý Hiền (Cụm tác phẩm kịch bản sân khấu: Vàng; Những người đi tiếp; Đi tìm điều không mất; Vai diễn giữa đời thường; Là ai; Những linh hồn thức).
- Nghệ sĩ nhân dân Nguyễn Ngọc Phác (Nguyễn Ngọc Phương, Trang Phượng) (Đạo diễn sân khấu các vở tuồng: Đề Thám; Suối đất hoa; Mỵ Châu Trọng Thủy; Rừng Thức; Các trích đoạn: Ông già cõng vợ đi hội; Ngũ biến; Châu Sáng qua sông; Hồ Nguyệt Cô hóa cáo).
- Phan Lương Hảo (Lão Hương) ( đã mất) (Cụm tác phẩm “Tập ca kịch chọn lọc”: Cô Tám (kịch thơ); Mai Thúc Loan (kịch dân ca Nghệ  );Xôn xao rừng quế (cải lương)).
- Nghệ sĩ nhân dân Ngô Xuân Huyền (Đạo diễn sân khấu các vở: A. Dân ca: 1. Chuyện tình Vương Phủ; 2. Một cây làm chẳng nên non. B. Kịch 1. Trạng lợn; 2. Cát bụi; 3. Lời thề thứ 9; 4. Bến bờ xa lắc; 5. Một chuyện tình; 6. Chia tay hoàng hôn; 7. Đi đến mùa Xuân. C. Chèo: 1. Lý Thường Kiệt; 2. Chuyện người xưa. D. Cải lương: Gió và Bụi. E. Tuồng: 1. Phương thuốc thần kỳ; 2. Otello).
- Nguyễn Thanh Nha (Trần Ngọc) ( đã mất) (Cụm tác phẩm kịch bản sân khấu: Chung sức diệt thù (cải lương); Thoát vòng đau khổ (dân ca); Tiếng sấm Tây Nguyên (cải lương); Tình riêng nghĩa cả (sân khấu) Trong lửa đỏ (sân khấu)).
- Nghệ sĩ nhân dân Phạm Thị Thành (Đạo diễn sân khấu các vở: Sống mãi tuổi 17; Mùa hè ở biển; Đỉnh cao mơ ước; Người tốt nhà số 5; Vũ Như Tô).
- Nguyễn Xuân Bình (Xuân Bình) (đã mất) (Cụm tác phẩm kịch bản sân khấu: Ai mua hành tôi; Vẹn cả đôi đường; Cô Son (thơ Nguyễn Bính); Giếng ông Tiên; Những cô thợ dệt; Đảo nổi sông Hồng; Nồi cơm ai nấu; Ánh sáng trái tim).
- Hà Đình Cẩn (Cụm tác phẩm kịch bản sân khấu: Trò đùa người lớn; Nữ kiệt biệt quân vương; Rừng thức; Phong tỏa).
- Hồ Hải Học (Hải Học) (Cụm tác phẩm kịch bản sân khấu: Nỗi đau hạnh phúc; Người ơi, Người!; Lửa trong tim (Mẹ)).
- Nguyễn Đăng Thanh (Đăng Thanh)  (Cụm tác phẩm kịch bản sân khấu Nắng, gồm 04 kịch bản: Hoa Trường Sơn (chèo); Tình đất mẹ (chèo); Đất chuyển (kịch); Nắng (kịch)).
- Ngô Hồng Khanh (Tố Quyên, Nhật Quang, Lê Kha Anh) * Cụm tác phẩm kịch bản Cải lương: 1. Loài hoa không tên; 2. Dòng sông đỏ; 3. Tình ca đêm chơi vơi.
- Nghệ sĩ nhân dân Bùi Đắc Sừ (Đạo diễn sân khấu các vở chèo: Hồ Xuân Hương; Duyên nợ ba sinh; Kính chiếu yêu; Những vần thơ thép).
- Nguyễn Văn Sử (Văn Sử) (Cụm tác phẩm: Không còn đường nào khác (tuồng); Kính chiếu yêu (chèo); Hùng khí sông Lương (tuồng)).
- Nghệ sĩ ưu tú Trịnh Xuân Chính (Xuân Chính) (Công trình nghiên cứu khoa học cấp Bộ: “Nghệ thuật hóa trang Sân khấu và Điện ảnh Việt Nam”).
- Nghệ sĩ nhân dân Lê Tiến Thọ (Tiến Thọ) (Đạo diễn các vở tuồng: Lý Chiêu Hoàng; Dũng khí Đặng Đại Độ).

### Mỹ thuật (16)
- Dương Ngọc Viên (Dương Viên) (các tác phẩm tranh sơn mài: Thư nhà, Gặp gỡ).
- Dương Hướng Minh (Nguyễn Văn Tiếp, Kỳ Quyết) (đã mất) (các tác phẩm tranh sơn mài: Kéo pháo vào Điện Biên Phủ, Tô Vĩnh Diện lấy thân chèn pháo).
- Hoa Bích Đào (các tác phẩm điêu khắc: Nghỉ ngơi (gỗ), Trò chơi (gò đồng), Những cánh diều (xi măng)).
- Lê Huy Hòa (đã mất) (các tác phẩm tranh sơn dầu: Ngã ba Đồng Lộc (đếm bom), Ngã ba Đồng Lộc (cắm tiêu) và tác phẩm tranh sơn mài Tĩnh vật lọ hoa trên ghế trúc).
- Lê Thanh Đức (đã mất) (sách Đình làng miền Bắc và tranh cổ động Không có gì quý hơn độc lập tự do).
- Nhà giáo Ưu tú Lê Mai Khanh (Mai Anh) (cụm tác phẩm in tổng hợp: Nhổ mạ, Cấy lúa, Thu hoạch và tác phẩm khắc cao su Chiến lũy).
- Nguyễn Cao Thương (đã mất) (các tác phẩm tranh sơn dầu: Bác Hồ thăm trận địa pháo ở Hồ Tây, Hành quân qua bưng biền Đồng Tháp Mười và tác phẩm tranh sơn mài Xây dựng Khu gang thép Thái Nguyên).
- Nguyễn Nghĩa Duyện (các tác phẩm tranh sơn khắc: Chợ quê, Bác Hồ đi chiến dịch, Bác Hồ trên đường ra trận).
- Nguyễn Phú Cường (các tác phẩm gốm: Đàn, Tượng đài chiến thắng).
- Nguyễn Quang Phòng (Quang Phòng) (các sách: Các họa sĩ Trường Cao đẳng Mỹ thuật Đông Dương, Mỹ thuật thủ đô Hà Nội thế kỷ XX).
- Nguyễn Thế Vinh (Nguyễn Vinh) (đã mất) (các tác phẩm tranh sơn dầu: Trẻ sơ sinh trong lòng địa đạo Vĩnh Linh, Người xóm Chàm Phan Rang).
- Phạm Quang Hồng (Phạm Hồng) (các tác phẩm điêu khắc: Bà mẹ Quảng Nam (đúc đồng), Tượng đài Hà Lam - Chợ Được (bê tông cốt thép), Thạch Sanh (đá)).
- Phạm Văn Hớn (Phạm Mười) (tượng đồng Vót chông và tượng thạch cao Thế hệ (Anh thương binh)).
- Trần Hữu Chất (Hồng Chinh Hiền) (các tác phẩm tranh sơn khắc: Mùa xuân trên Tây Nguyên, Trên những nẻo đường đất nước).
- Trịnh Bá Phòng (Trịnh Phòng, Hồng Điền, Ba Phong) (các tác phẩm tranh sơn dầu: Bảo vệ đồng quê, Du kích địch hậu chống càn).
- Xu Man (Xu Dơn) (đã mất) (các tác phẩm tranh sơn dầu: Bác Hồ với tình yêu Tây Nguyên, Bác Hồ với Tây Nguyên và các tác phẩm tranh sơn mài: Ngày hội trên Tây Nguyên, Bình minh trên núi rừng Tây Nguyên).

### Múa (5)
- Bùi Đình Phiên (Thái Phiên) (các kịch bản: Vĩnh biệt hoa anh túc, Huyền thoại Mẹ, Mùa ban Điện Biên).
- Nghiêm Chí (đã mất) (các kịch bản: Ngọc trai đỏ, Lục Vân Tiên – Kiều Nguyệt Nga).
- Nghệ sĩ Nhân dân Ngô Đặng Cường (Đặng Cường) (các tác phẩm: Những buổi chiều của mẹ, Mưa rừng, Hương chè mùa xuân, Mùa cốm mới).
- Nghệ sĩ Ưu tú Nguyễn Minh Thông (các tác phẩm: Vũ khúc Coọng Linh, Sóng vỗ - niềm vui biển bờ, Bức tranh bên hồ).
- Nhà giáo Nhân dân Phạm Minh Phương (các tác phẩm: Hoa sen, Những cánh hoa Chàm, Hào khí Bạch Đằng).

### Kiến trúc (5)
- Meinhard von Gerkan và Nikolaus Goetze (Cộng hòa Liên bang Đức) (công trình: Trung tâm Hội nghị quốc gia Hà Nội).
- Giáo sư, Tiến sĩ Khoa học Nguyễn Đức Thiềm (Huơng Giang) (sách: Khía cạnh văn hóa xã hội của kiến trúc và bộ sách: Kiến trúc, Kiến trúc cơ sở, Khái niệm kiến trúc và cơ sở sáng tạo, Kiến trúc nhà ở, Kiến trúc nhà công cộng, Cấu tạo kiến trúc và chọn hình kết cấu).
- Nghệ sĩ ưu tú, TS. KTS Nguyễn Tiến Thuận (cụm công trình kiến trúc biểu tượng: Tòa nhà trung tâm - Trung tâm Hội chợ triển lãm quốc tế thương mại và văn hóa Hải Phòng, Tượng đài khát vọng thống nhất – Khu di tích bờ Hiền Lương).
- KTS Nguyễn Trường Lưu (cụm công trình kiến trúc hiện đại và truyền thống: Kho bạc Nhà nước tại thành phố Hồ Chí Minh, Đền tưởng niệm các vua Hùng tại thành phố Hồ Chí Minh).
- KTS Trần Ngọc Chính (cụm công trình quy hoạch xây dựng các đô thị: Khu công nghiệp Dung Quất, thành phố Đà Nẵng, thành phố Vũng Tàu)

### Nhiếp ảnh (2)
- Chu Chí Thành (Chí Thành) (bộ ảnh Từ ngục tối thắng lợi trở về: Những bước đi đầu tiên trên vùng giải phóng, Hạnh phúc của những người chiến thắng, Nghẹn ngào đón mừng các chiến sĩ thắng lợi trở về, Thoát khỏi ngục tù).
- Vương Khánh Hồng (cụm ảnh Đường Trường Sơn – Đường Hồ Chí Minh những năm đánh Mỹ: Chiến sĩ gái đơn vị xăng dầu trên đường Trường Sơn, Đại tướng Võ Nguyên Giáp yêu bộ đội và những cánh rừng Trường Sơn, Đoàn xe vận tải vượt trọng điểm Km 33 đường “K” Tây Trường Sơn, Xe bọc thép phóng từ rà phá bom mìn trên trọng điểm đường Tây Trường Sơn, Tổ trinh sát “Công binh: trên trọng điểm đỉnh đèo “Tha Mé” Tây Trường Sơn-Nam Lào, Sức sống và vẻ đẹp Trường Sơn).

### Văn nghệ dân gian (7)
- Hoàng Triều Ân (Triều Ân) (Cụm tác phẩm: Ca dao Tày Nùng (sách sưu tầm, nghiên cứu); 2. Lễ hội Hằng Nga (sách sưu tầm, dich biên soạn); 3. Ba áng thơ Nôm Tày và thể loại (sách nghiên cứu, sưu tầm); 4. Then Tày, những khúc hát (Sách sưu tầm, nghiên cứu; Chủ biên: Triều Ân); 5. Chữ Nôm Tày và truyện thơ (Sách nghiên cứu, sưu tầm; Chủ biên: Triều Ân)
- GS. Nguyễn Tấn Đắc (Cụm tác phẩm: Truyện kể dân gian đọc bằng type và motif; Văn hóa, xã hội và con người Tây Nguyên).
- Trần Việt Ngữ (Cụm tác phẩm: Về nghệ thuật Chèo; Cụm 2 vở Chèo cổ truyền thống: - Quan Âm Thị Kính; - Lưu Bình Dương Lễ).
- PGS. Nguyễn Du Chi (Tố Như) (đã mất) (Cụm tác phẩm: Trên đường tìm về cái đẹp của cha ông; Hoa văn Việt Nam (Từ thời tiền sử đến nửa đầu thời kỳ phong kiến)).
- Lư Viên (Triều Nguyên) (Cụm tác phẩm: Khảo luận về tục ngữ người Việt; Góc nhìn cấu trúc về truyện ngụ ngôn dân gian Việt Nam; Ca dao Thừa Thiên - Huế).
- Đinh Văn Ân (Đinh Ân) (Tác phẩm: Mo kể chuyện đẻ đất đẻ nước dân tộc Mường ở bản Thải, xã Mường Thải, huyện Phù Yên, tỉnh Sơn La).
- Nguyễn Khắc Xương (Cụm tác phẩm: Truyền thuyết Hùng Vương (truyện truyền thuyết (nghiên cứu); Tục ngữ, ca dao, dân ca Vĩnh Phú (sách nghiên cứu, sưu tầm); Hát Xoan Phú Thọ (sách sưu tầm, nghiên cứu và biên soạn)).